# 波赫扬马区
波赫扬马区（芬蘭語：Pohjanmaa）是芬兰的十九个行政区之一，位於波的尼亞灣東岸。2021年时面积为7,579平方公里，2021年6月人口175,678人。首府瓦薩。波赫扬马区是芬蘭兩個瑞典語人口佔多數的行政區之一（另外一個為奥兰）。

## 市镇
波赫扬马区下分为四个次区，共十四個市镇，其中六个市镇使用“城市”称号（粗体字）。
雅各布斯塔德次區：
- 雅各布斯塔德
- 克羅諾比
- 拉什莫
- 佩代尔瑟雷
- 新卡勒比

屈勒地次區：
- 莱希亚

蘇波赫亞沿海區：
- 卡斯基宁
- 克里斯蒂娜城
- 奈尔珀斯

瓦薩次區：
- 瓦萨
- 科什奈斯
- 马拉克斯
- 科什霍尔姆
- 沃罗

原属本区的伊索屈勒市镇在2021年1月1日加入南波赫扬马区。